# Locorama
Die Eisenbahn-Erlebniswelt Locorama ist ein Eisenbahnmuseum beim Bahnhof Romanshorn im Schweizer Kanton Thurgau.
Träger ist die 2005 gegründete Stiftung Historisches Bahnhofensemble Romanshorn. Die Stiftung kümmert sich um den Erhalt des historischen Bahnkulturgutes, insbesondere des Depots, der Drehscheibe, der beiden mechanischen Stellwerke und der Signalbrücke. Den Betrieb mit Führungen und Begleitveranstaltungen führt der Verein Locorama Romanshorn.
Im Depot und auf dem Aussenareal sind eigene Schienenfahrzeuge sowie Triebfahrzeuge und Wagen des VHMThB, von Eurovapor und anderer Eigentümer ausgestellt. Bei trockenem Wetter fährt eine Gartenbahn und eine Draisine, der Loksimulator im Depot kann bei jeder Witterung benutzt werden. 

## Ausstellungsstücke (Auswahl)

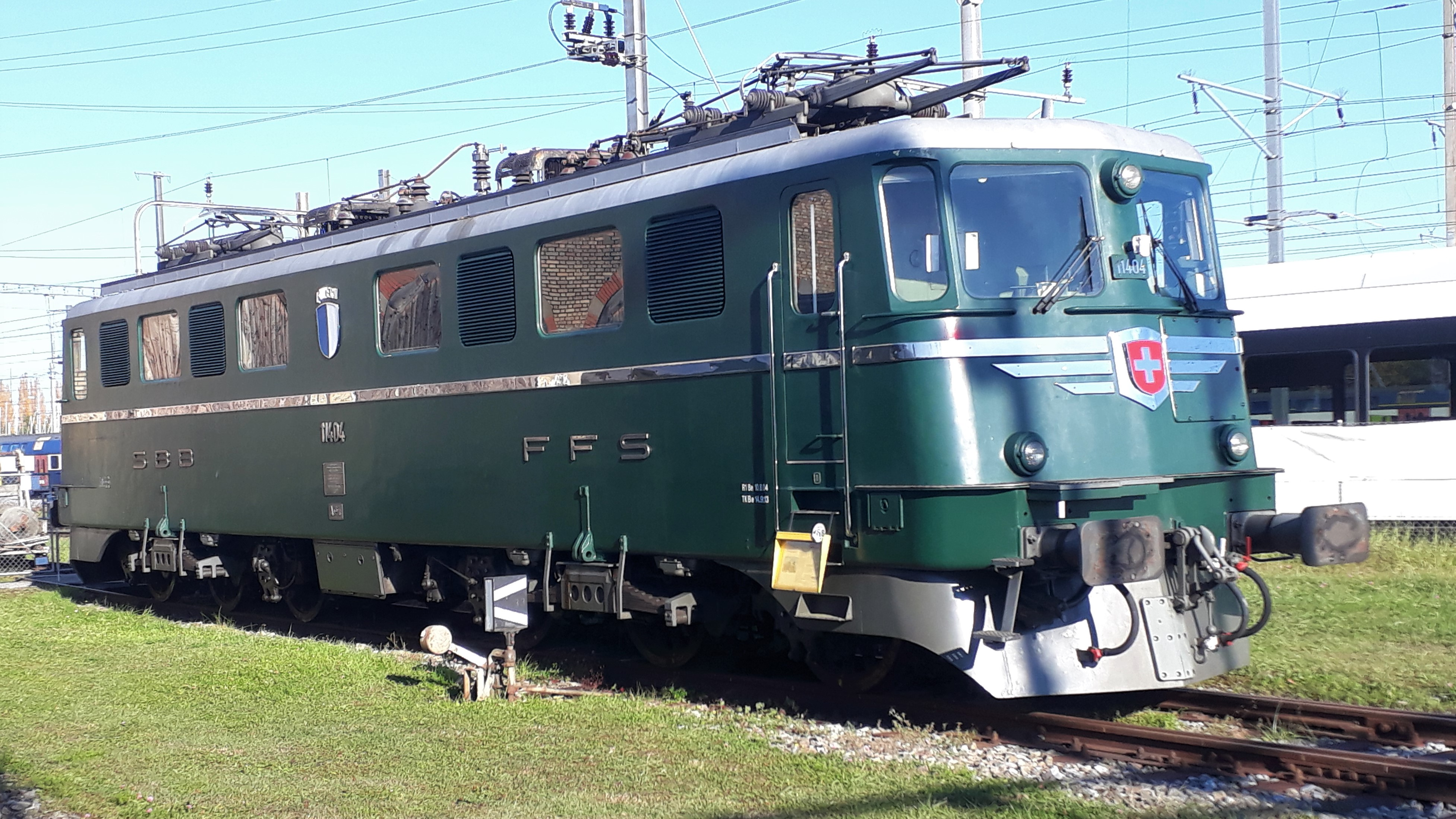
Gotthardlokomotive Ae 6/6 11404 „Luzern“
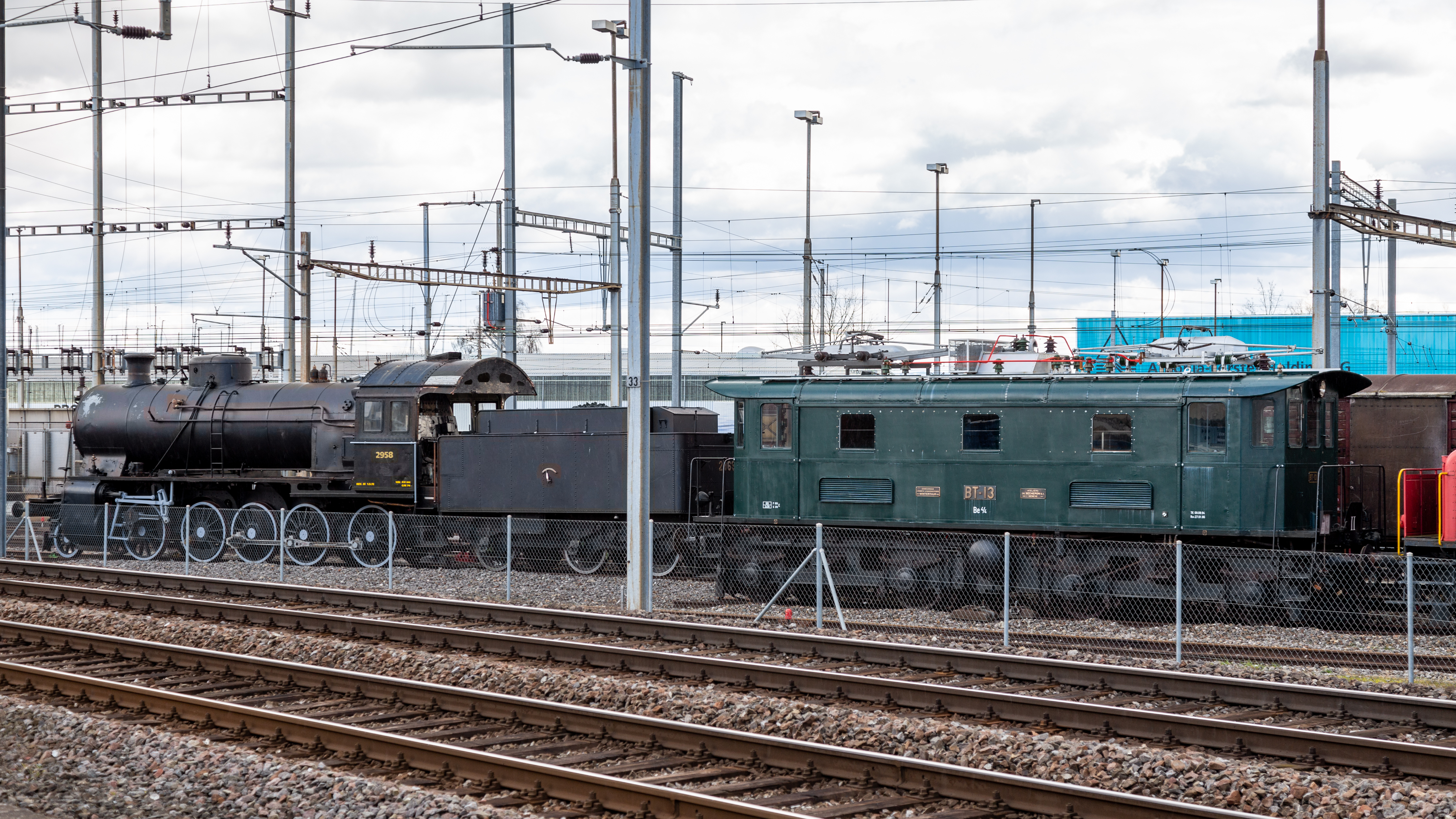
SBB C 5/6 und BT Be 4/4
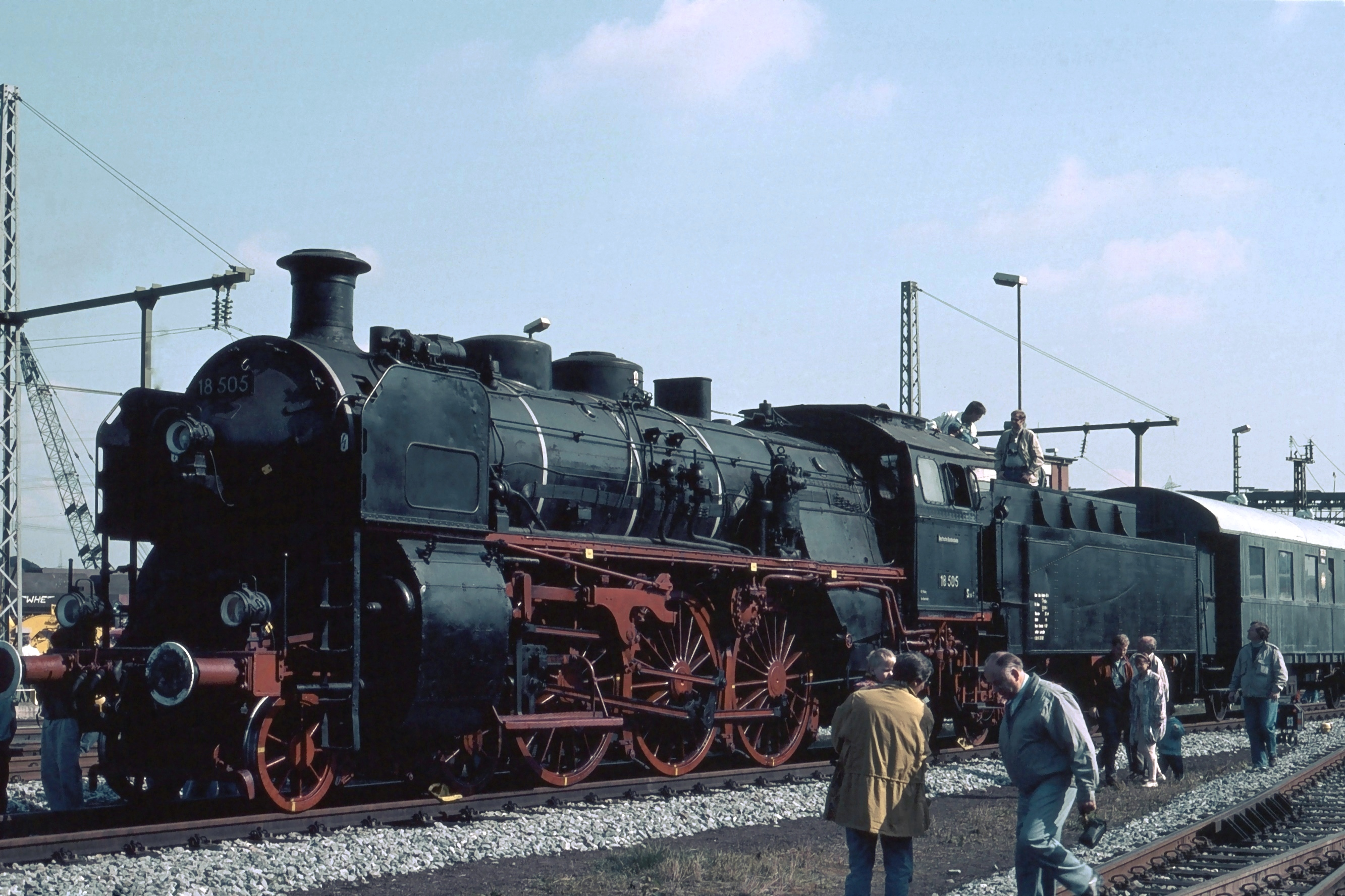
Bayerische S 3/6, in Romanshorn steht die Nr. 18508
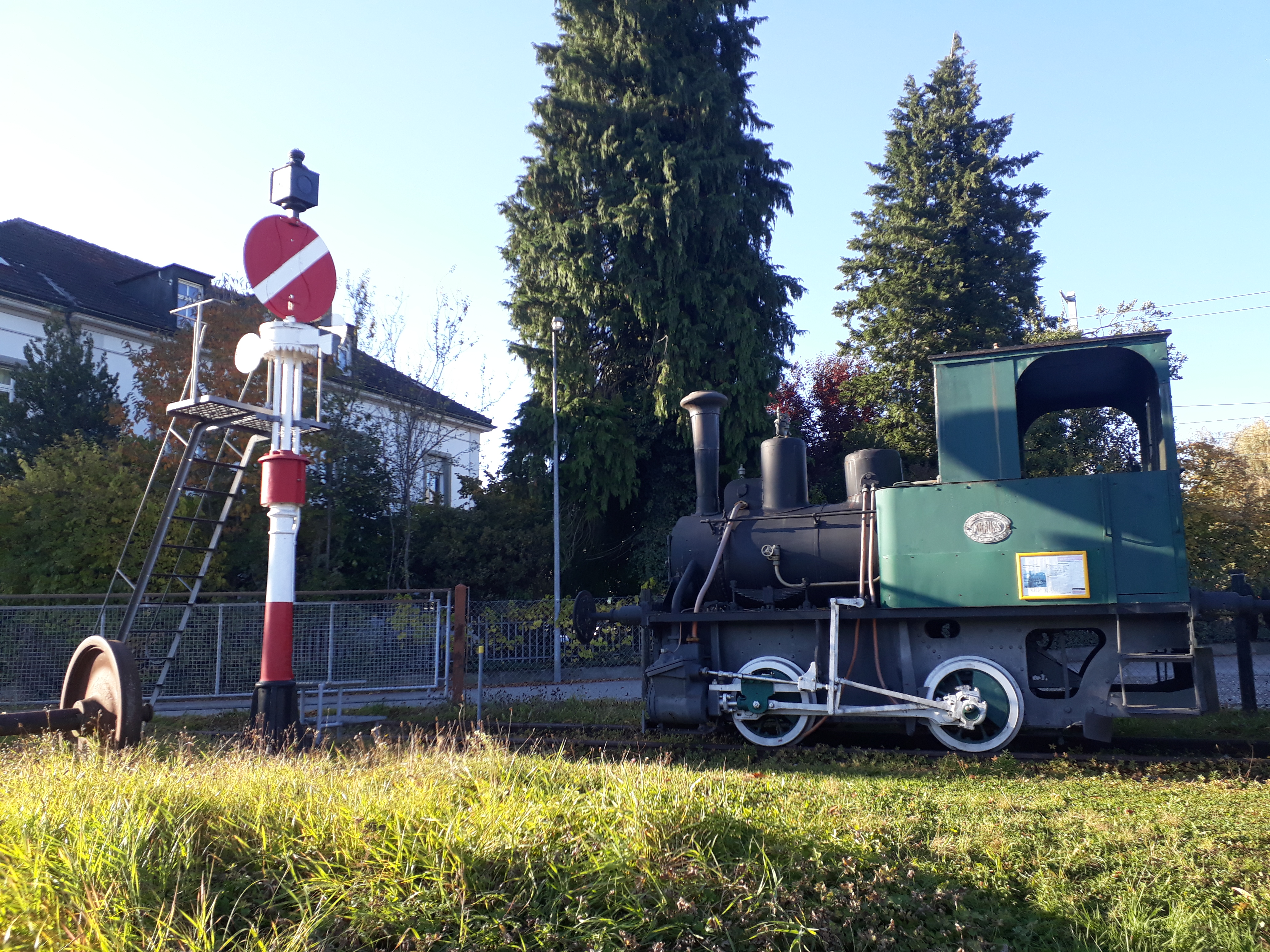
Werklokomotive E 2/2 mit Hippscher Wendescheibe
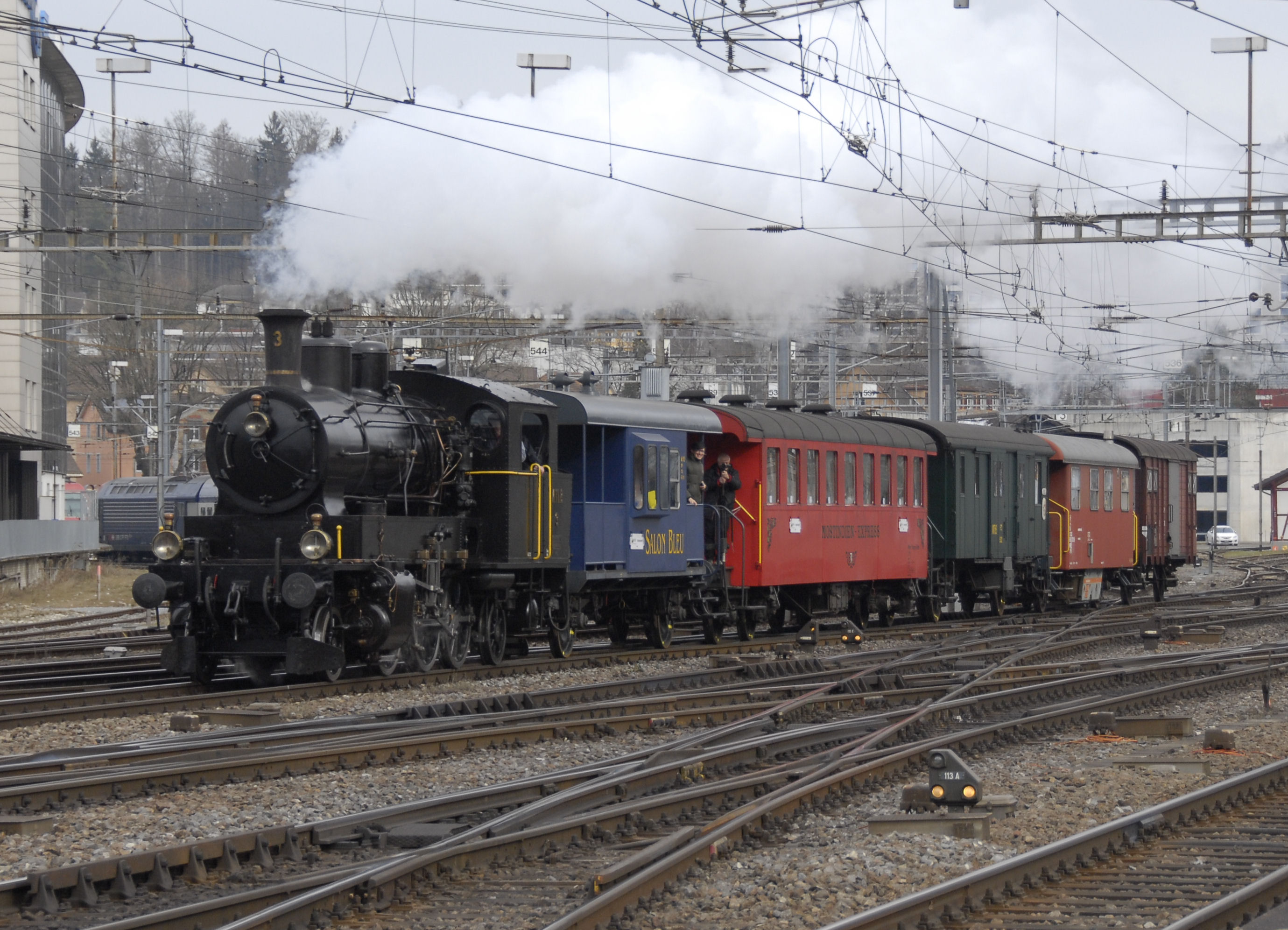
MThB Ec 3/5, hier unterwegs mit dem Mostindien-Express
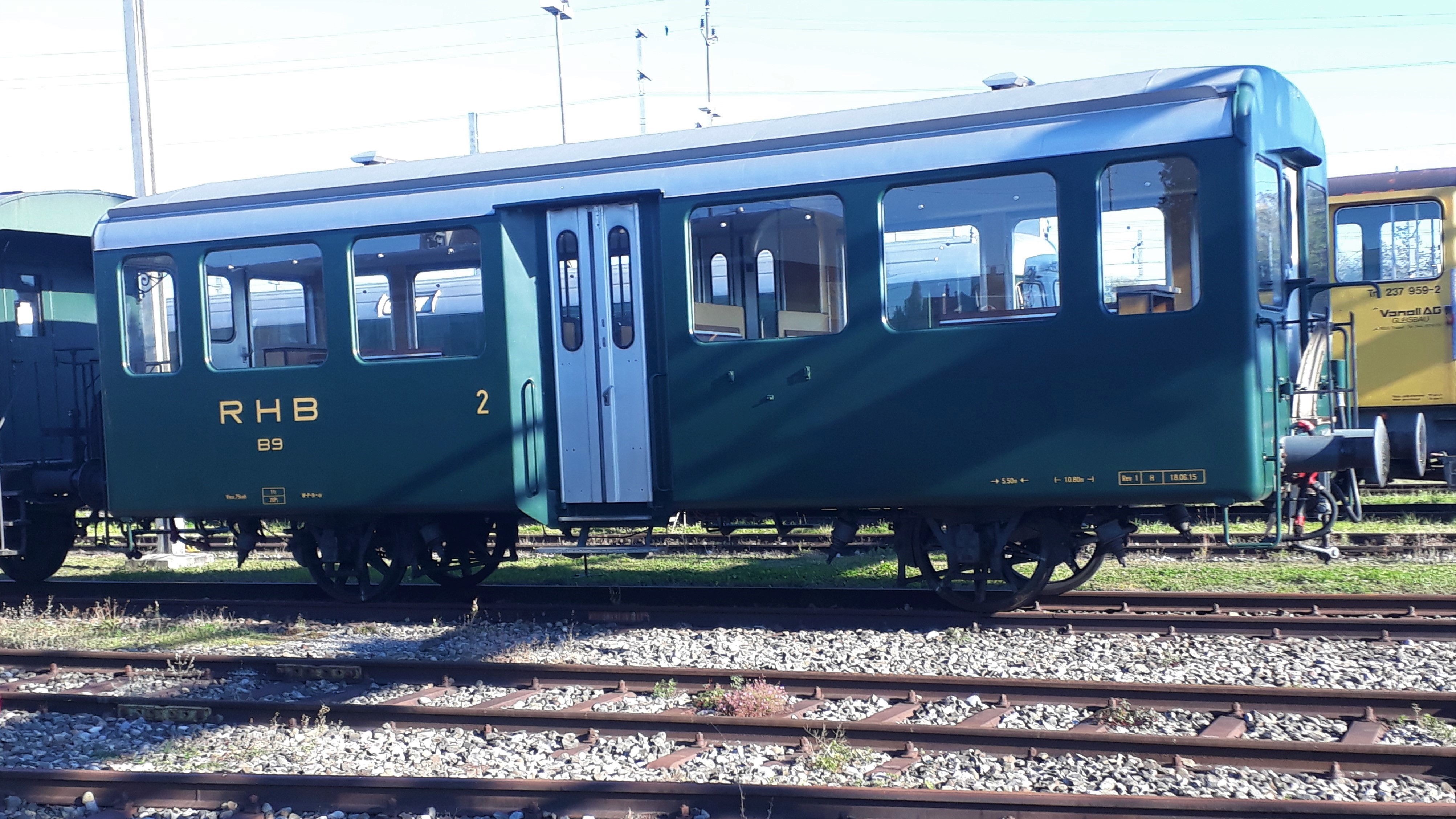
Vorstellwagen der RHB, erbaut aus Elementen der Einheitswagen I
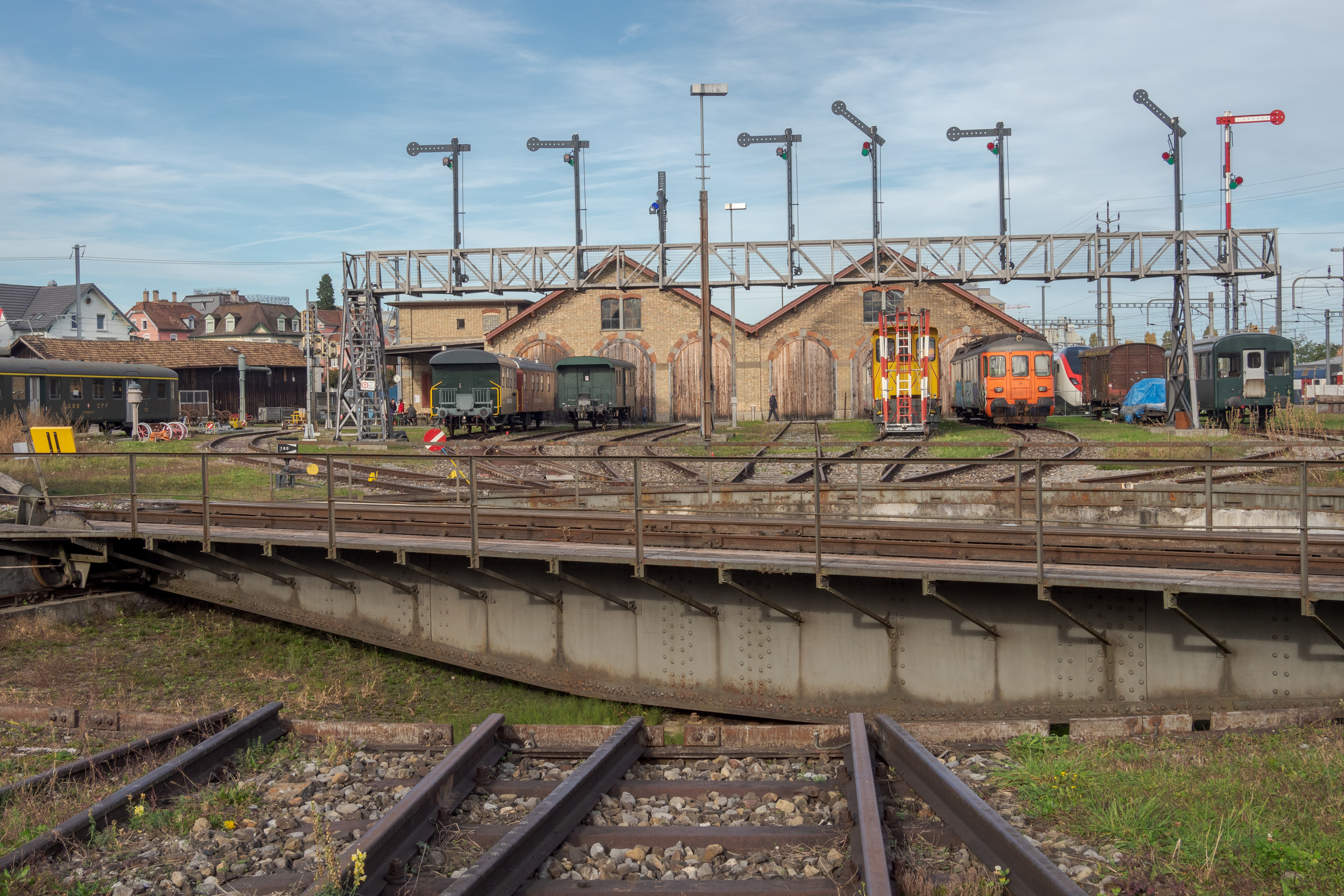
Drehscheibe, im Hintergrund Depot
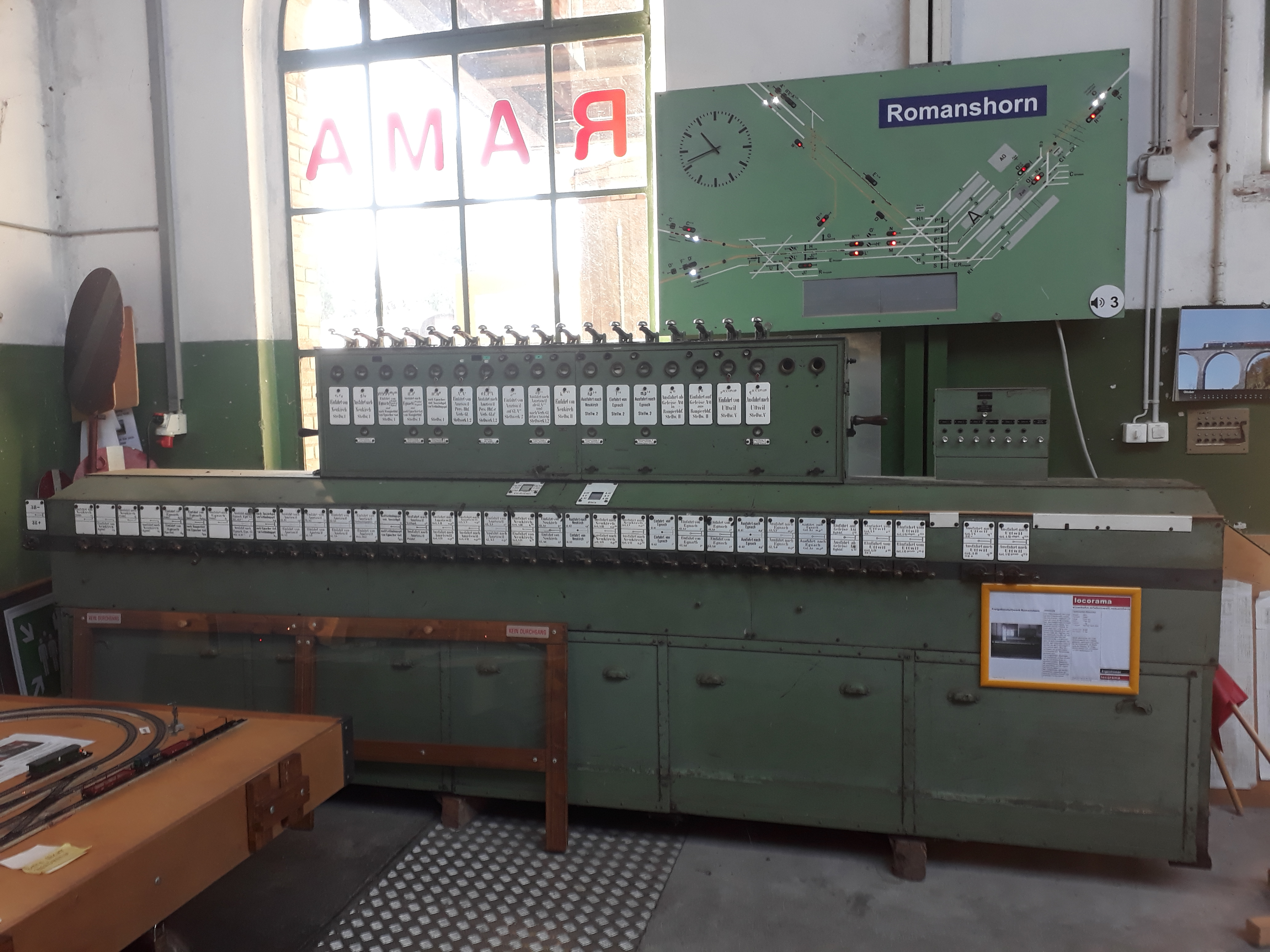
Freigabestellwerk Romanshorn